# Samsung YP-M1
Samsung YP-M1 — портативный мультимедийный проигрыватель с сенсорным экраном от компании Samsung Electronics. Первый в Yepp M серии. Среди материалов корпуса использованы металл и закаленное стекло. Первый плеер Samsung с двумя динамиками (могут воспроизводить стереозвук) и AMOLED экраном.
В плеере реализована система виджетов. Управление осуществляется с помощью сенсорного экрана, изготовленного по емкостной технологии.
Подсоединяется к компьютеру с помощью специального кабеля через фирменный разъем к USB. Поддерживается MTP или UMS (в зависимости от региона). При подсоединении к компьютеру аккумулятор заряжается. Bluetooth можно использовать для передачи/приема аудиопотока и данных.
Не нужна предварительная конвертация видео. Плеер может воспроизводить видео с разрешением до 720х480 пикселей и частотой 30 кадров в секунду. А благодаря процессору nVidia Tegra, поддерживается видео сжатое кодеком H.264 с разрешением до 1280х720 (720p). Плеер можно подключить к телевизору с помощью TV-Out-кабеля.
Плеер оснащен системой обработки звука DNSe 3.0.
В плеере также есть слот для карт памяти microSD (совместим с microSDHC).
Поддерживаемые форматы:
- Аудио: MP3, WMA, Ogg, AAC, FLAC, WAV, PCM
- Видео: 
  - Контейнеры: AVI/SVI, MP4, WMV/ASF, MOV
  - Кодеки: MPEG-4, WMV, H.264, Divx, Xvid
- Флэш: SWF
- Изображение: JPEG, BMP, PNG
- Текст: TXT

В комплект поставки входят:
- Плеер
- Наушники-вкладыши
- USB-кабель
- Инструкция по эксплуатации